# Magnetické pole Země

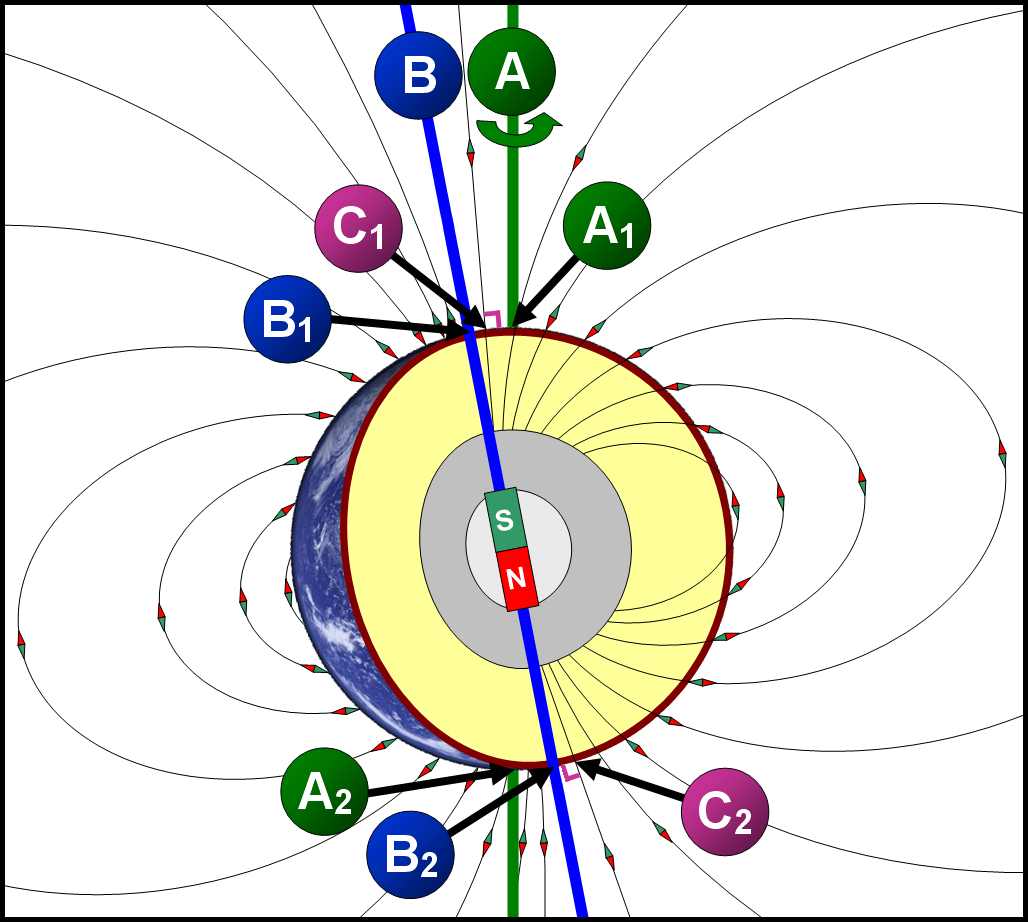
Póly a magnetické pole Země:
A – osa rotace
A_{1} – severní geografický pól
A_{2} – jižní geografický pól
B – geomagnetická osa
B_{1} – severní geomagnetický pól
B_{2} – jižní geomagnetický pól
C_{1} – severní magnetický pól
C_{2} – jižní magnetický pól;
N – severní pól magnetu,
S – jižní pól magnetu

Polarita pole za posledních 169 miliónů let.

Polarity za posledních 5 miliónů let. Současná polarita (černě) je střídána opačnou polaritou (bíle).

Proměnlivost magnetické deklinace (odchylky horizontální složky magnetického pole od směru ke geografickému pólu) v letech 1590–1990.

Posuv severního magnetického pólu v letech 1831 až 2007.

Schematický nákres zemské magnetosféry

Magnetické pole Země či geomagnetické pole je indukované magnetické pole v určitém prostoru okolo Země, ve kterém působí magnetická síla generovaná geodynamem uvnitř Země. Magnetické pole Země sahá až sto tisíc kilometrů daleko od planety. Na přivrácené straně ke Slunci je ale vlivem slunečního větru zmáčklé a na odvrácené pro změnu protáhlé. Jde o důležitý jev pro ochranu biosféry respektive pozemského života na povrchu. Velikost tohoto pole na zemském povrchu se pohybuje mezi 25 a 65 mikrotesel (od 0,25 do 0,65 Gaussů).
Měření v rámci projektu Swarm vykázalo trend slábnutí magnetického pole Země, není ale jasné, zda jde o trvalý nebo dočasný děj. Magnetické pole Země je možná starší než 4 miliardy let, ale vedou se debaty o tom, že mohlo vzniknout teprve před 3,5 miliardy let. Ale existence před 3,7 miliardami let je pravděpodobná. K jeho udržování pravděpodobně hraje roli i působení Měsíce.

## Charakter pole
Magnetické pole Země má převážně dipólový charakter, to znamená, že rozložení siločar je v prvním přiblížení podobné siločarám v okolí tyčového magnetu. Jeho osa neprochází středem Země, ale je na povrchu Země přibližně o 520 kilometrů odkloněna. Severní a jižní magnetický pól driftují různou rychlostí. V posledních letech i několik desítek km za rok, což způsobuje problémy v navigaci. Magnetické pole se vytváří elektrickým proudem vznikajícím prouděním tekutého vnějšího zemského jádra nacházejícího se mezi pevným vnitřním jádrem planety a zemským pláštěm. Tento proces funguje jako obrovské hydrodynamické geodynamo. Svou roli v tom hrají prvky jádra: nikl či železo. Geomagnetické pole je v čase proměnlivé a to nejen v síle, ale i v polaritě, která se v minulosti často měnila (při přepólování dipólu je dominantní slabší kvadrupólový moment). Ke změnám polarity, které samotné trvají tisíce let, dochází nepravidelně (chaoticky) po zhruba několika desítkách tisíc let a to z příčin jako je vulkanická činnost či impakty asteroidů. Z podobných příčin dochází i ke změnám pole a jsou doprovázeny změnou rotace (délkou dne). Podle výzkumu paleomagnetismu hornin se předpokládá existence magnetického pole už před 3,9 miliardami let. Ovšem zmagnetování zirkonu mohlo dojít později a tedy jejich datování nelze brát jako důkaz stáří magnetického pole. Ke změnám magnetického pole dochází i v časové škále 200 milionů let. Fakt, že v určitých časových intervalech docházelo a bude docházet ke změnám polarity magnetického pole, umožnil vytvořit tzv. paleomagnetické časové škály spolehlivě sahající až do období jury před 160 milióny let. Tyto metody byly jedním z důkazů pohybu kontinentů a umožnily vznik teorie deskové tektoniky. V současnosti změna polarity pole pravděpodobně nehrozí (dipólová složka je historicky nadprůměrná). Archeomagnetismus pak slouží k určování v nedávné archeologické minulosti. Laschampská událost nastala přibližně před 41 tisíci let. Zemské magnetické pole bylo před 3000 až 2500 lety silnější.

## Magnetosféra
Působením magnetického pole Země vzniká zemská magnetosféra.
Magnetosféru má i mnoho dalších kosmických těles jako Slunce, plynní obři, pulzary atd., ale zemská magnetosféra je vlivem své blízkosti nejlépe prozkoumaná. Její tvar je silně ovlivněn slunečním větrem, který na návětrné straně působí tlakem přibližně 1,7 nPa. Tím tlačí na magnetosféru, která ustupuje do vzdálenosti asi pěti zemských průměrů (cca 60 000 km). Na odvrácené straně je magnetosféra prodloužena do chvostu sahajícího daleko za oběžnou dráhu Měsíce. Hranice mezi magnetosférou a meziplanetárním magnetických polem se nazývá magnetopauza.
Magnetosféra Země nedovoluje většině elektricky nabitých částic slunečního větru dostat se na povrch planety. Nabité částice musí při svém pohybu sledovat siločáry magnetického pole. Magnetosféra tedy plní ochrannou funkci, bez které by život na povrchu planety nebyl možný. Země je pouze jednou ze dvou planet s pevným povrchem, která má vlastní magnetismus. Druhou planetou je Merkur, oproti kterému je ale pozemské pole 100× silnější. Všechny obří plynné planety mají taktéž vlastní magnetismus, ostatní terestrické planety mají magnetismus pouze indukovaný.